# Rákóczi 2. sz. barlang
A Rákóczi 2. sz. barlang Magyarország fokozottan védett barlangjai közül az egyik. Az Aggteleki Nemzeti Park területén található. A barlang 1995 óta az Aggteleki-karszt és a Szlovák-karszt többi barlangjával együtt a világörökség része.

## Leírás
A barlang az Esztramos-hegyen létesített, már nem működő kőfejtő egyik felhagyott bányatárójából nyílik. A táróbejárattól 350 méterre van a barlang bejárata. A jelentősége az ásványaiban és a rendkívül sokféle képződményében rejlik. A legtöbb járata a víz alatt található. A függőleges kiterjedése 53 méter. A járatainak a többsége magas, keskeny és hasadékszerű, amelyeknek az alján karsztvíz található. A barlang le van zárva és az Aggteleki Nemzeti Park Igazgatóság engedélyével, barlangjáró gyakorlattal látogatható.
A Tornaszentandráson lévő fokozottan védett öt barlang egyike, a másik négy az Esztramosi Felső-táró 2. sz. ürege, a Rákóczi 1. sz. barlang, a Rákóczi 3. sz. barlang és a Rákóczi-oldaltáró barlangja. Az Esztramos-hegy fokozottan védett hat barlangja közül az egyik, a másik öt az Esztramosi Felső-táró 2. sz. ürege, az Esztramosi Földvári Aladár-barlang, a Rákóczi 1. sz. barlang, a Rákóczi 3. sz. barlang és a Rákóczi-oldaltáró barlangja.
A barlang II. Rákóczi Ferenc nevéről kapta a nevét. Előfordul a barlang az irodalmában Rákóczi II. sz. barlang (Kordos 1977), Rákóczi-barlangcsoport 2.sz. barlangja (Bertalan 1976), Rákóczi Cave No. 2 (Takácsné, Eszterhás, Juhász, Kraus 1989), Rákóczi Caves No. I. (Kordos 1977) és Surrantós-barlang (Bertalan 1976) neveken is. 1982-ben volt először Rákóczi 2. sz. barlangnak nevezve a barlang az irodalmában.

## Kialakulás és képződmények
A barlang a triász időszaki mészkőben, függőleges hasadékok mentén alakult ki, részben vízszint alatti kioldással. Az 534 méter hosszú barlang különösen gazdag ásványvilággal rendelkezik, a lehető legváltozatosabb cseppkőformák találhatók benne. A különböző aragonitképződmények mellett különösen gyakoriak a borsókövek, de montmilch, többféle kalcit, barit és gipsz is található a barlangban. A fokozott védelmét nem csak a képződményei és a genetikai, a morfológiai értékei indokolták, hanem az is, hogy így sikerült megvédeni a további szennyezéstől. A barlang egyik nevét, a Surrantós-barlang nevet ugyanis egy mesterséges, függőleges akna (surrantó akna) adta, amelyen a hegy tetején, a felszínen lefejtett kőtörmeléket egészen a bánya 7. szintjéig dobták le, ahonnan futószalagok segítségével szállították azt a szabadba. Az erős, befelé irányuló huzatot produkáló barlangot így sokáig arra használták, hogy kiszívja a meddő ledobásakor keletkező port a 7. szint járataiból, így a barlang bejárati részei meglehetősen elszennyeződtek.

## Kutatástörténet
A barlang felfedezéséhez az Esztramos-hegyen folytatott bányászati tevékenység vezetett, de ez a tevékenység volt az okozója sok barlang pusztulásának is. Az Esztramoson az 1830-as évektől vasércet, 1948-tól mészkövet fejtettek. A bánya legalsó, úgynevezett 7. szintjén egy 169,5 méter tengerszint feletti magasságban nyíló vágatból kiágazó táró hajtása közben, 1965-ben fedezték fel a barlangot. A vágat végén nyíló üreg kutatását a Vámőrség Barlangkutató Csoport kezdte meg. Egy kisebb nyílás átrobbantása után bejutottak a barlang hatalmas, két–három méter széles, nagyjából 50 méter hosszú fő hasadékába, amelyben gumicsónakkal lehetett közlekedni. Az oldalágakban újabb tavakat és aknasorokat találtak. A Rákóczi 1. sz. barlang kutatásának is új lendületet adott a Rákóczi 2. sz. barlang felfedezése, ugyanis a kutatók kapcsolatot próbáltak feltárni köztük, mert az egymáshoz legközelebbi pontjaik távolsága csak 70 m. Hamar kiderült, hogy száraz járat feltárására nincs remény, így mindkét barlangban számos búvármerülést végeztek a remélt, összekötő járat feltárásának az érdekében.
A Bertalan Károly által írt, 1976-ban befejezett kéziratban az van írva, hogy az Esztramos-hegyen, Tornaszentandráson helyezkedik el a Rákóczi-barlangcsoport 2.sz. barlangja (Surrantós-barlang). A 170 m-es szinten nyíló aktív bányatáró legvégén, működő szellőzőberendezés alatt van a barlang hasadék mentén kialakult bejárata. A cseppköves hasadékbarlang kb. 200 m hosszú és kb. 40 m mély. Az Esztramos legépebben megmaradt barlangja. A barlang biztosítja a bánya levegőjét. A kézirat barlangot ismertető része 1 publikáció alapján lett írva. 1976-ban vált országos jelentőségű barlanggá az 5400-as (Aggteleki-karszt) barlangkataszteri területen lévő, tornaszentandrási Rákóczi II. /Surrantós/-barlang. Az 1976-ban összeállított, országos jelentőségű barlangok listájában lévő barlangnevek pontosítása után, 1977. május 30-án összeállított, országos jelentőségű barlangok listáján rajta van az Aggteleki-karszton, Tornaszentandráson található barlang Rákóczi 2. sz. -barlang néven.
Az 1977. évi Karszt és Barlang angol nyelvű különszámában megjelent, The longest and deepest caves of Hungary (December 31, 1975) című közleményből megtudható, hogy az Aggteleki-karszton fekvő, 200 m hosszú Rákóczi Caves No. II. 1975. december 31-én Magyarország 47. leghosszabb barlangja. A 46. leghosszabb barlang (Rákóczi 1. sz. barlang), a 48. leghosszabb barlang (Esztramosi Földvári Aladár-barlang), a 49. leghosszabb barlang (Leány-barlang) és az 50. leghosszabb barlang (Dorogi 1. sz. kaverna) szintén 200 m hosszú. Az 1977. december 31-i állapot szerint (MKBT Meghívó 1978. május) a Rudabányai-hegységben lévő és kb. 200 m hosszú Rákóczi II.sz.-barlang az ország 51. leghosszabb barlangja.
Az 1977. évi Karszt és Barlangban megjelent összeállítás alapján, 1977. december 31-én Magyarország 56. leghosszabb barlangja az Aggteleki-karszton elhelyezkedő, 1977. december 31-én, 1976-ban és 1975-ben kb. 200 m hosszú Rákóczi II. sz. barlang. Az 55. leghosszabb barlang (Rákóczi 1. sz. barlang), az 57. leghosszabb barlang (Esztramosi Földvári Aladár-barlang), az 58. leghosszabb barlang (Leány-barlang) és az 59. leghosszabb barlang (Dorogi 1. sz. kaverna) szintén kb. 200 m hosszú. Ez az összeállítás naprakészebb az 1978. májusi MKBT Meghívóban publikált listánál.
Az 1980. évi Karszt és Barlang 1. félévi számában publikálva lett, hogy a kiemelt jelentőségű Rákóczi II. sz. barlang az 5400-as barlangkataszteri területen (Gömör–Tornai-karszt és Cserehát hegység) helyezkedik el. A barlangnak 5413/3. a barlangkataszteri száma. Az MKBT Dokumentációs Bizottsága a helyszínen el fogja helyezni, a többi kiemelt jelentőségű barlanghoz hasonlóan, a barlang fémlapba ütött barlangkataszteri számát. A barlangkataszteri szám beütéséhez alapul szolgáló fémlap ugyanolyan lesz mint a többi kiemelt jelentőségű barlang fémlapja.
1982. július 1-től az Országos Környezet- és Természetvédelmi Hivatal elnökének 1/1982. (III. 15.) OKTH számú rendelkezése (1. §. és 3. §., illetve 5. sz. melléklet) értelmében az Aggteleki-karsztvidéken lévő Rákóczi 2. sz. barlang fokozottan védett barlang. Az 1982. szeptember–októberi MKBT Műsorfüzetben meg van említve, hogy az Aggteleki-karsztvidéken található Rákóczi 2. sz. barlang fokozottan védett barlang. A felsorolásban a barlangnevek az MKBT által jóváhagyott és használt helyesírás szerint, javított formában lettek közölve. 1982-ben a Ferencvárosi Természetbarát Sportkör Delfin Vízalatti Barlangkutató Csoportnak volt kutatási engedélye a barlang kutatásához.
Az 1984-ben megjelent, Magyarország barlangjai című könyvben részletesen le van írva a Rákóczi 2. sz. barlang. Az országos barlanglistában szerepel az Aggteleki-karszton lévő barlang Rákóczi 2. sz. barlang néven Surrantós-barlang névváltozattal. A listához kapcsolódóan látható az Aggteleki-karszt és a Bükk hegység barlangjainak földrajzi elhelyezkedését bemutató 1:500 000-es méretarányú térképen a barlang földrajzi elhelyezkedése. Az 1985. évi Karszt és Barlangban röviden ismertetve van, hogy a Surrantós-barlang (Esztramos) volt a helyszíne a Delfin Barlangkutató Csoport által rendezett 1985. évi Kinizsi Kupa országos barlangversenynek, amelyet a BEAC Barlangkutató Csoport tagjai, Király G., Németh T. és Rajczy M. nyertek.
Az 1987. december 31-i állapot alapján Magyarország 54. leghosszabb barlangja az 5412/3 barlangkataszteri számú, 324 m hosszú Rákóczi 2. sz. barlang (Surrantós-barlang). Az összeállítás szerint az 1977. évi Karszt és Barlangban közölt hosszúsági listában a barlang kb. 200 m hosszú. Kalinovits Sándor 1981. évi írott közlése, hogy a barlang kb. 200 m hosszú. Az 1987. december 31-i állapot alapján Magyarország 57. legnagyobb függőleges kiterjedésű barlangja az 5412/3 barlangkataszteri számú, 53 m függőleges kiterjedésű Rákóczi 2. sz. barlang (Surrantós-barlang). Az 56. legnagyobb függőleges kiterjedésű barlang (Beremendi-kristálybarlang) szintén 53 m függőleges kiterjedésű. Az összeállítás szerint az 1977. évi Karszt és Barlangban közölt mélységi listában a Rákóczi 2. sz. barlang nincs benne. Kalinovits Sándor 1981. évi írott közlése, hogy a barlang 39 m magas és 14 m mély.
A Karszt és Barlang 1989. évi különszámában publikált, angol nyelvű tanulmányhoz (The caves of Hungary) kapcsolódva megjelent egy olyan lista, amelyben Magyarország leghosszabb barlangjai vannak felsorolva. A felsorolás szerint az Aggteleki-karszton fekvő, 324 m hosszú Rákóczi 2. sz. barlang (Rákóczi Cave No. 2) 1988-ban Magyarország 55. leghosszabb barlangja. (A barlang 1977-ben 200 m hosszú volt.) 1990-ben a Ferencvárosi Természetbarát Sportkör Delfin Vízalatti Barlangkutató Csoportnak volt kutatási engedélye a barlang kutatásához. 1991-ben Németh Zsolt és Nyerges Attila elkészítették a barlang részletes térképét.
Az 1993. március–áprilisi MKBT Műsorfüzetben megjelent, hogy a KTM Természetvédelmi Hivatal egy plakátsorozat megjelenését tervezte, amelyen a magyarországi fokozottan védett barlangok szerepelnek, és ehhez diákat keresett. Előkészítés alatt állnak az Aggteleki-karszt fokozottan védett barlangjairól és a közeljövőben fokozottan védett barlangjairól készült plakátok, köztük a Surrantós-barlangot ábrázoló is. Ez a barlang is csillaggal lett megjelölve, amely azt jelenti, hogy leginkább erről a barlangról keres fényképet.
A Rákóczi 2. sz. barlang az Aggteleki-karszt és a Szlovák-karszt többi barlangjával együtt 1995 óta a világörökség része. 1998. május 14-től a környezetvédelmi és területfejlesztési miniszter 13/1998. (V. 6.) KTM rendelete szerint az Aggteleki Nemzeti Park Igazgatóság illetékességi területén található Rákóczi 2. sz. barlang az igazgatóság engedélyével látogatható. 2001. május 17-től a környezetvédelmi miniszter 13/2001. (V. 9.) KöM rendeletének értelmében az Aggteleki-karsztvidék területén lévő Rákóczi 2. sz. barlang fokozottan védett barlang. Egyidejűleg a fokozottan védett barlangok körének megállapításáról szóló 1/1982. (III. 15.) OKTH rendelkezés hatályát veszti.
A 2003-ban kiadott, Magyarország fokozottan védett barlangjai című könyvben található barlangismertetésben az olvasható, hogy a Rákóczi 2. sz. barlang 533,3 m hosszú, 53 m függőleges kiterjedésű és 120 m vízszintes kiterjedésű. A könyvben lévő, Egri Csaba és Nyerges Attila által készített hosszúsági lista szerint az Aggteleki-karszton lévő és 5412-3 barlangkataszteri számú Rákóczi 2. sz. barlang Magyarország 47. leghosszabb barlangja 2002-ben. A 2002-ben 533 m hosszú barlang 1977-ben kb. 200 m és 1987-ben 324 m hosszú volt. A könyvben található, Egri Csaba és Nyerges Attila által készített mélységi lista szerint az Aggteleki-karszton lévő és 5412-3 barlangkataszteri számú Rákóczi 2. sz. barlang Magyarország 71. legmélyebb barlangja 2002-ben. A 2002-ben 53 m mély barlang 1987-ben is 53 m mély volt.
A 2005-ben napvilágot látott, Magyar hegyisport és turista enciklopédia című kiadványban önálló szócikke van a barlangnak. A szócikk szerint a Rákóczi 2. sz. barlang az Aggteleki Nemzeti Parkban található és fokozottan védett természeti érték. A Bódvarákó és Tornaszentandrás között emelkedő Esztramos felhagyott kőbányájának 169,5 m tengerszint feletti magasságban lévő bányavágatában, a bejárattól 350 m-re van a barlang bejárata. 1965-ben a vágat hajtásakor nyílt meg bejárata. Az 533 m hosszú és 53 m függőleges kiterjedésű barlang triász mészkőben, karsztvízszint alatti oldódással keletkezett. A karsztvízszintet jelentő állóvíz több helyen megfigyelhető a keskeny és magas járatok alján. Gazdag ásványvilágában a cseppkő majdnem minden változata jelen van, nem ritka a mésztufagát és a barlangi gyöngy sem. A tömeges megjelenésű borsókő- és aragonit-változatok mellett foltokban montmilch, kalcitváltozatok, gipsz és barit is képződött. A főhasadékban 50 m hosszú, 2–3 m széles, csónakkal járható, a Rákóczi 1. sz. barlang felé tartó tó helyezkedik el. Engedéllyel, barlangjárási gyakorlattal és alapfelszereléssel járható a lezárt barlang.
Az Esztramosról szóló szócikkben szó van arról, hogy az Esztramosban számos (leginkább a bányászat következményeként feltárult) kisebb-nagyobb üreg található, amelyek közül négyet fokozott védelem alá helyeztek. A barlangok keletkezése főleg a karsztvízszint alatti (freatikus), a törések mentén a mélyből feláramló langyos és fentről beszivárgó hideg vizek oldó hatásának következménye. Jelentős mennyiségű és változatos formájú ásványkiválások alakultak ki a hegy kiemelkedésének és a Bódva bevágódásának hatására szárazzá vált üregekben. A barlangokat az Aggteleki-karszt és a Szlovák-karszt többi barlangjával együtt 1995-ben nyilvánították a világörökség részévé. Surányi Csaba búvár-barlangkutató szócikkében meg van említve, hogy Surányi Csaba részt vett az esztramosi barlangok kutatásában. Szilvássy Andor szócikkében meg van említve, hogy Szilvássy Andornak köszönhető az esztramosi Rákóczi-barlangok feltárása.
2005. szeptember 1-től a környezetvédelmi és vízügyi miniszter 22/2005. (VIII. 31.) KvVM rendelete szerint az Aggteleki Nemzeti Park Igazgatóság működési területén található Rákóczi 2. sz. barlang a felügyelőség engedélyével látogatható. 2005. szeptember 1-től a környezetvédelmi és vízügyi miniszter 23/2005. (VIII. 31.) KvVM rendelete szerint az Aggteleki-karsztvidéken lévő Rákóczi 2. sz. barlang fokozottan védett barlang. 2007. március 8-tól a környezetvédelmi és vízügyi miniszter 3/2007. (I. 22.) KvVM rendelete szerint az Aggteleki Nemzeti Park Igazgatóság működési területén lévő Rákóczi 2. sz. barlang az igazgatóság engedélyével tekinthető meg.
2013. július 19-től a vidékfejlesztési miniszter 58/2013. (VII. 11.) VM rendelete szerint a Rákóczi 2. sz. barlang (Aggteleki Nemzeti Park Igazgatóság működési területe) az igazgatóság hozzájárulásával látogatható. 2015. november 3-tól a földművelésügyi miniszter 66/2015. (X. 26.) FM rendelete szerint a Rákóczi 2. sz. barlang (Aggteleki-karsztvidék) fokozottan védett barlang. A 2017-ben rendezett 61. Barlangnapon az egyik túracélpont volt. 2021. május 10-től az agrárminiszter 17/2021. (IV. 9.) AM rendelete szerint a Rákóczi 2. sz. barlang (Aggteleki Nemzeti Park Igazgatóság működési területe) az igazgatóság engedélyével látogatható. A 13/1998. (V. 6.) KTM rendelet egyidejűleg hatályát veszti.